# La Chapelle-Montreuil
La Chapelle-Montreuil è un comune francese di 646 abitanti situato nel dipartimento della Vienne nella regione della Nuova Aquitania.

## Società

### Evoluzione demografica
Abitanti censiti